# Comizi centuriati
I comizi centuriati (Comitia Centuriata) furono una delle assemblee popolari della Res Publica Romana, senza dubbio la più importante dal punto di vista delle competenze riservatele; vi si raccoglievano tutti i cittadini romani, patrizi o plebei che fossero, per esercitare i loro diritti politici e contribuire a determinare la vita dello Stato.

## Istituzione
Come vuole la tradizione i comitia centuriata sarebbero il frutto della riforma dell'esercito operata da Servio Tullio, sesto re di Roma, il quale, nel trasformare l'esercito per renderlo più funzionale, trasfuse anche nella vita civile della città la sua riforma, in ossequio all'ideale (già greco) del cittadino-soldato.
In realtà l'attribuzione a Servio di una suddivisione così precisa e valsa fino ad Augusto pare anacronistica ai critici, per i quali a Servio si deve la sola riforma dell'exercitus su base censitaria, mentre l'applicazione del medesimo sistema di riunione dei cittadini alla vita civile venne soltanto dopo il passaggio alla repubblica.

## Competenze
A quest'assemblea furono demandati i maggiori compiti di governo, il cui esercizio era riservato al popolo (populus da intendersi chi era presente all'interno dell'esercito, quindi chi si poteva permettere un'armatura), che consistevano principalmente nell'elezione delle magistrature maggiori (censura, consolato, pretura), nella legislazione (spesso in comunione col senato) e nella dichiarazione di guerre.
Il primo atto deliberativo di quest'assemblea, secondo Cicerone, fu la Provocatio ad populum che nella sua prima formulazione, prevedeva per i condannati a morte o alla fustigazione, la possibilità di appellarsi al popolo.
I comizi centuriati avevano anche il ruolo di tribunale nel caso di condanna a pena capitale, nel giudizio del reato di alto tradimento e, almeno nel periodo repubblicano, fino alla fine del II secolo a.C., non costituisce un giudizio d'appello sui condannati a morte in senso proprio, più genericamente consiste nella richiesta dell'imputato passibile della pena di morte di essere sottratto al potere punitivo (ius coërcitionis) del magistrato e sottoposto al giudizio popolare (provocatio ad populum). Particolarmente esplicativi gli episodi narrati da Livio, Ab Urbe condita 2.27.12 (495 a.C.) e 2.55.4-5 (473 a.C.).
Il comizio centuriato aveva il potere di eleggere le magistrature maggiori e di votare le leggi di governo della città, su proposta di un magistrato, come accadde nel 451 a.C. quando approvarono le leggi delle XII tavole elaborate dal primo decemvirato; era anche investito del ruolo di tribunale nei casi in cui c'era in gioco la vita dell'accusato (giudizi de capite civis). In particolare aveva competenza esclusiva in materia di perduellio, ovvero alto tradimento, fino alla riforma operata da Lucio Appuleio Saturnino, che istituì la quaestio perpetua de maiestate ove processare gli accusati di alto tradimento e lesa maestà. Bisogna comunque notare che gran parte della politica romana non veniva definita nel comizio, ma nel senato, e che il comizio veniva sempre più a svolgere un ruolo formale più che sostanziale.
Il ruolo chiave del comizio centuriato, come quello delle altre assemblee, che resse Roma insieme al senato in età repubblicana, venne meno con l'aprirsi delle guerre civili e con le riforme di Mario e Silla; una grande rifioritura del ruolo del comizio si ebbe con Augusto, il quale, per dare una veste di legittimità alle riforme da lui portate avanti, fece larghissimo uso della legge comiziale (quasi tutte le sue leggi sono plebisciti e leggi comiziali). Dopo Augusto tuttavia il comizio declinò definitivamente: pur mantenendo formalmente le sue competenze ed attribuzioni, con l'affacciarsi della potestà imperiale anche quest'organo, come poi il senato, disparve nell'ombra, soppiantato appunto dal dominio sul piano giuridico e giudiziario della figura dell'imperatore e dei suoi funzionari.

## Composizione dell'assemblea
Delle tre assemblee con compiti deliberativi in cui il popolo romano saltuariamente si raccoglieva (oltre ai comitia curiata, v'erano pure i comitia tributa ed i concilia plebis) per guidare la politica dello Stato, questa era l'unica basata su un criterio censitario timocratico, ovvero in cui i cittadini erano raccolti in gruppi sulla base del reddito (e non per sesso o provenienza territoriale) ed anche gerontocratico se si considera che i seniores (gli anziani tra i 46 e i 60 anni) avevano una maggiore dignità politica rispetto agli iuvenes (i giovani, compresi tra 18 e 45 anni).
È sempre Livio a darci le informazioni principali sulla composizione dei comitia centuriata, spiegando le vicende della riforma di Servio Tullio In particolare, Livio nota che l'armamento previsto per ogni classe era a carico del soldato stesso (tranne i cavalli, pagati dallo stato 10000 assi per l'acquisto del cavallo + 2000 assi/anno per il mantenimento del cavallo) e che a maggiore censo si accompagnavano, oltre a maggiori costi per le armi, anche un maggiore peso politico. Inoltre la suddivisione tra seniores e iuvenes indicava anche diversi compiti in stato di guerra: agli anziani era affidata la difesa dell'Urbe, ai giovani le guerre fuori Roma. Di seguito ecco la suddivisione dei cittadini in assemblea:
- 18 centurie di Equites equo publico (fanti a cavallo), aggregate alla prima classe; di queste 18, 12 erano di nuova formazione, mentre le altre 6 centurie erano già previste nell'ordinamento[6], 3 istituite inizialmente da Romolo (una centuria per tribù), altre 3 aggiunte da Tarquinio Prisco.
- I classe (cittadini con reddito superiore a 100.000 assi): 80 centurie (40 seniores + 40 iuvenes); portavano la panoplia greca al completo, comprendente elmo, clipeo (uno scudo tondo), gambali e corazza, tutto di bronzo; inoltre, asta e gladio; a questa classe erano aggregati gli equites e 2 centurie di fabri, ovvero gli addetti alle macchine da guerra, disarmati;
- II classe (cittadini con reddito compreso tra 100.000 e 75.000 assi): 20 centurie (10 + 10); portavano lo stesso armamento della I classe, tranne la corazza ed il clipeo, sostituito da uno scudo quadrato;
- III classe (cittadini con reddito compreso tra 75.000 e 50.000 assi) 20 centurie (10 + 10); come la II classe, meno i gambali;
- IV classe (con reddito compreso tra 50.000 e 25.000 assi) 20 centurie (10 + 10); portavano solo asta e gladio, nulla per difendersi;
- V classe (con reddito compreso tra 25.000 e 11.000 assi) 30 centurie (15 + 15); erano frombolieri;

A queste 188 si sommavano altre 5 centurie di inermes (disarmati): falegnami (fabrii tignarii); fabbri (fabrii aerarii); suonatori di tromba (tubicines); suonatori di corno (cornicines); aggiunti dopo i censiti (accensi). Gli accensi erano soldati di riserva, armati di giavellotti e fionde, ma perlopiù usati come: messaggeri fra gli ufficiali; manovalanza per fortificazioni o per ricercare i feriti e sotterrare i morti dopo la battaglia; furieri. Per Dionigi gli accensi sono una VIª classe [Antichità Romane VII,59,3] che chiama velati (vestiti di tunica, anziché corazzati): «una centuria unica di cittadini sprovvisti di mezzi» [Antichità Romane IV, 18, 2]. Per Livio «Aggregati alla Vª classe erano gli accensi, i suonatori di corno e di tromba, divisi in tre centurie» [Ab Urbe Condita I, 43, 7]; ma è controverso perché così, aggiungendo una centuria di capitecensi, le centurie arrivano a 194 contro tutta la tradizione concorde che fossero 193! I casi sono due: o gli accensi sono presi dalla centuria di proletari e capitecensi, esenti da tasse e leva militare (imposte in base al censo), o i capitecensi erano proprio esclusi dalle votazioni. All'interno di ogni classe poi la distinzione fra iuniori (fino ai 45 anni) e seniori (dai 45 ai 60 anni) distingueva quelli obbligati al servizio attivo dalle riserve (adibite alla difesa della città).
Visibilissime sono inoltre le affinità con la tattica oplitica di origine greca, sorta in Grecia proprio nello stesso periodo.

## Procedure di voto

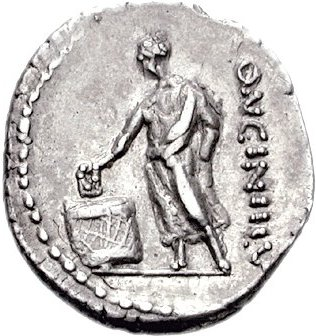
Denario emesso da Gaio Cassio Longino, 63 a.C.; sul recto un elettore in piedi rivolto a sinistra, in occasione di un plebiscito, deposita la scheda del voto (tabella) contrassegnata da una V (che sta per Vti rogas, equivalente a un SÌ) all'interno dell'urna (cista).

I cittadini venivano riuniti in centurie per esercitare il loro diritto di voto; essi lo esercitavano personalmente all'interno di ogni centuria, definendo l'ordinamento ideologico della stessa, e collettivamente durante le votazioni del comizio. Ogni centuria esprimeva un solo voto, seguendo un certo ordine; in questo modo, la maggioranza assoluta, necessaria per prendere una decisione, era fissata a 97 voti su 193 (quindi 97 centurie). Le operazioni di voto seguivano l'ordine delle classi, definite in base al censo dei componenti; prima, però, veniva estratta a sorte dalla prima classe una centuria, detta centuria praerogativa (ovvero "che decide prima"), la quale esprimeva pubblicamente il suo voto davanti alle altre, influenzando non poco le votazioni successive. Di seguito le centurie votavano in ordine, dalla prima alla quinta classe, fino a quando non fosse stato raggiunto il quorum di 97; non appena fosse stato raggiunto il suddetto quorum le votazioni venivano interrotte e la decisione presa. Storicamente, i casi in cui le centurie della terza e delle successive classi espressero il proprio voto furono minime; spesso le decisioni venivano prese ancor prima che votasse la seconda classe, dal momento che le centurie della prima classe (80 di fanti + 2 di genieri + 18 di cavalieri) avevano la possibilità di raggiungere agevolmente il quorum senza l'ausilio di nessun altro. Così si realizzava il dominio dei più ricchi, all'interno di un organismo di facciata in cui tutti avevano il medesimo diritto di voto.
Qualche parziale quanto effimera modificazione di questo sistema di voto si ebbe nel II secolo a.C.; in particolare nel 150 a.C. gli equites vennero distaccati dalla prima classe ed il loro censo stabilito pari a dieci volte quello dei membri della prima classe; in seguito Gaio Gracco fece approvare nel 123 a.C. un plebiscito in cui si disponeva che la centuria praerogativa venisse sorteggiata "ex quinque confusibus ordinis", cioè fra tutte le centurie delle cinque classi; questo plebiscito rimase vigente per pochi anni, fino alla restaurazione sillana, che ricostituì l'ordinamento antico.

## La prima convocazione
Si deve ovviamente a Servio Tullio la prima convocazione del popolo secondo l'ordinamento centuriato; secondo Livio, che riporta testimonianze anche di un altro storico romano, Fabio Pittore, il comizio fu convocato in armi al di fuori del pomerium, il confine sacro della città, nel Campo Marzio, luogo che restò sua sede anche per le successive convocazioni. Durante la prima convocazione Servio elevò sacrifici agli dei e celebrò la conclusione del censimento (lustratio), effettuato proprio per la costituzione del comizio centuriato. Secondo Fabio Pittore erano presenti 80000 uomini in armi, numero che crebbe poi nel tempo rendendo la convocazione sempre più difficile.